# Белвил на Лоари
Белвил на Лоари (фр. Belleville-sur-Loire), у преводу са француског „леп град на Лоари“, је насељено место у Француској у региону Центар, у департману Шер.
По подацима из 2011. године у општини је живело 1036 становника, а густина насељености је износила 94,18 становника/km².

## Демографија
| 1962. | 1968. | 1975. | 1982. | 1990. | 2011. |
| ----- | ----- | ----- | ----- | ----- | ----- |
| 321   | 352   | 288   | 448   | 1.009 | 1.036 |